# Grubianella klugei
Grubianella klugei är en ringmaskart som först beskrevs av Pergament, Chlebovitch 1964 in Chlebovitch, 1964.  I den svenska databasen Dyntaxa används istället namnet Amagopsis klugei. Enligt Catalogue of Life ingår Grubianella klugei i släktet Grubianella och familjen Ampharetidae, men enligt Dyntaxa är tillhörigheten istället släktet Amagopsis och familjen Ampharetidae. Arten har ej påträffats i Sverige. Inga underarter finns listade i Catalogue of Life.